# مون‌شاین (مجموعه تلویزیونی)
مون‌شاین (انگلیسی: Moonshine; کره‌ای: 꽃 피면 달 생각하고) یک مجموعهٔ تلویزیونی کره جنوبی با بازی یو سونگ هو، لی هه‌ری، بیون وو سوک و کانگ می نا است. این مجموعه داستان بزرگ شدن چهار جوان را روایت می‌کند که در دوران ممنوعیت‌های شدید، دوستی ایجاد می‌کنند و عاشق می‌شوند. این مجموعه از ۲۰ دسامبر ۲۰۲۱ تا ۲۲ فوریه ۲۰۲۲، روزهای دوشنبه و سه‌شنبه ساعت ۲۱:۳۰ (کی‌اس‌تی) از کی‌بی‌اس۲ برای ۱۶ قسمت پخش شد.

## خلاصهٔ داستان
این مجموعه داستان عشق و اشتیاق انسان در دورهٔ قانون ممنوعیت شدید الکل در دوران چوسان را به تصویر می‌کشد.

## بازیگران

### بازیگران اصلی
- یو سونگ هو در نقش نام یونگ[۴][۹]
  - جونگ هیون جون در نقش جوانی نام یونگ[۱۰]
- لی هه‌ری در نقش کانگ رو سو[۴][۹]
- بیون وو سوک در نقش لی پیو[۵][۱۱]
- کانگ می نا در نقش هان ئه جین[۵][۱۱]
- چوی وون-یونگ در نقش لی شی هوم[۳]